# 26702 Naber
26702 Naber este o planetă minoră (asteroid), cu un diametru de 12,082 km, din centura de asteroizi. A fost descoperită pe 23 martie 2001 la Stația Anderson Mesa de Lowell Observatory Near-Earth-Object Search. 
Obiectul prezintă o orbită caracterizată de o semiaxă mare de 3,2175245 UAi, o excentricitate de 0,08, o înclinație de 10,4307 ° în raport cu ecliptica.